# Speith Orgelbau

Logo des Unternehmens

Speith Orgelbau ist ein 1848 gegründetes Orgelbauunternehmen im ostwestfälischen Rietberg, Kreis Gütersloh.

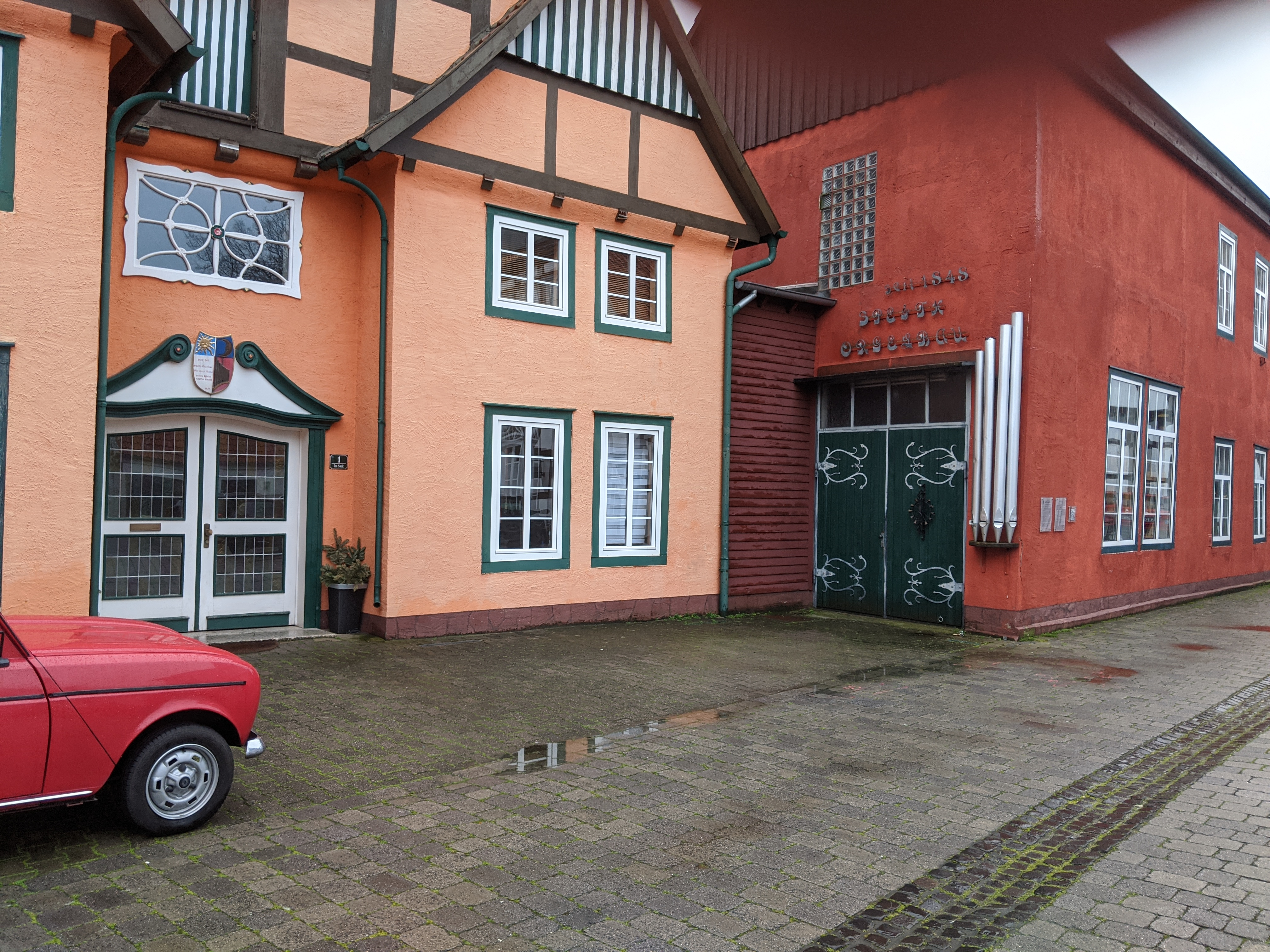
Firmensitz Im Sack Rietberg

## Geschichte
Das Unternehmen wurde 1848 von Bernhard Speith (1822–1905) gegründet. Speith hatte zunächst Klavierbau bei Eck in Köln, später Orgelbau bei Gratze in Aachen gelernt und anschließend in verschiedenen Orgelbauwerkstätten – u. a. Lukas Intorff in Höxter – gearbeitet, bevor er sich mit der eigenen „Orgelbauanstalt Speith“ selbständig machte. In den ersten Jahren fertigte er auch Tafelklaviere an, was sich jedoch angesichts der zunehmenden fabrikmäßigen Herstellung von Klavieren als unrentabel erwies.
Im Jahr 1900 übernahm sein Sohn Johannes Speith (1867–1944) die Geschäfte. Er änderte die Firmierung von „Orgelbauanstalt“ in „Orgelbaufirma“. Ab August 1926 lebte Speith für ein Dreivierteljahr in Brasilien, wo er auf Vermittlung der Franziskaner aus dem Kloster Rietberg den Bau von zehn Orgeln leitete, u. a. in Curitiba. Es folgten Aufträge aus den Niederlanden und aus China (katholische Kirche in Hongjialou bei Jinan, Hongjialou Cathedral).
Nach seinem Tod 1944 übernahmen die beiden im Betrieb tätigen Söhne das Unternehmen: Albert Speith (1909–1953) den gewerblichen und Rudolf Speith (1907–2002) den kaufmännischen Bereich. 1954 übernahm der damals 26-jährige Orgelbaumeister Günther Müller (1928–2013), der Kirchenmusik am Konservatorium in Münster studiert hatte, die Aufgaben des nach Krankheit verstorbenen Adolf Speith.
1978 gab Rudolf Speith die Unternehmensführung an Müller ab. Müller setzte die Internationalisierung des Geschäftes fort und erhielt Aufträge aus Italien, Portugal, Dänemark, Japan und Südkorea. 1995 übernahm sein Sohn Ralf Müller (* 13. Oktober 1956) die Firma.
2010 baute Speith Orgelbau die erste Freiluftorgel Deutschlands. Sie steht auf dem Gelände der Landesgartenschau 2008 in Rietberg-Neuenkirchen und kann von den Besuchern des Parks gespielt werden.
Ein im Jahr 2016 beantragtes Insolvenzverfahren konnte durch die Überführung in eine neue Gesellschaft abgewendet werden.

## Werkliste (Auswahl)

### Neubauten
| Jahr      | Ort                          | Kirche                                  | Bild | Manuale | Register       | Bemerkungen                                                                                         |
| --------- | ---------------------------- | --------------------------------------- | ---- | ------- | -------------- | --------------------------------------------------------------------------------------------------- |
| 1891      | Dingelstädt                  | Klosterkirche Kerbscher Berg            |      | II/P    |                | erweitert auf 23 Register                                                                           |
| 1896      | Rüthen-Menzel                | St. Johannes Evangelist                 |      | II/P    | 17             | |
| 1908      | Recklinghausen-Stuckenbusch  | St.-Franziskus-Kirche                   |      | II/P    | 27             | |
| 1912      | Steinfeld-Mühlen             | Klosterkirche St. Bonaventura           |      | II/P    | 24             | 1976 Überholung durch Orgelbau Führer, Wilhelmshaven                                                |
| 1913      | Rheda-Wiedenbrück            | St. Aegidius                            |      | III/P   | 40             | 1972 um 13 Register erweitert                                                                       |
| 1920      | Rheda-Wiedenbrück-Batenhorst | Herz Jesu                               |      |         |                | |
| 1921      | Rietberg-Neuenkirchen        | St. Margareta                           |      | II      | 21             | 1975 Umbau und neues Gehäuse                                                                        |
| 1924      | Rüthen-Oestereiden           | St. Antonius Einsiedler                 |      | II      | 16             | |
| 1924      | Florianópolis-Santa Catarina | Catedral Metropolitana de Florianópolis |      | II/P    | 24             | |
| 1930      | Gütersloh                    | St. Pankratius                          |      | III/P   | 45             | 1992 Neubau durch die Fa. Sauer, Ottbergen, unter Verwendung von Registern der Speith-Orgel → Orgel |
| um 1930   | Büttstedt                    | St. Margaretha                          |      | II/P    | 20             | |
| 1932      | Küllstedt                    | St. Georg und Juliana                   |      |         |                | |
| 1934      | Geseke-Störmede              | St. Pankratius                          |      | II/P    | 31             | Gehäuse von 1879, Orgelbau Krämer aus Paderborn                                                     |
| 1936      | Bad Driburg-Herste           | St. Urbanus                             |      | I       | 13             | |
| 1936      | Salzkotten-Mantinghausen     | St. Antonius Einsiedler                 |      | II      | 14             | |
| 1941      | Bielefeld                    | Liebfrauenkirche                        |      | III/P   | 43             | |
| 1950er    | Espelkamp                    | Marienkirche                            |      | II/P    |                | Restaurierung 2012 durch Orgelbau Mathias Johannmeier, Bad Essen                                    |
| 1957      | Gütersloh                    | Christ-König-Kirche                     |      |         |                | |
| 1957      | Gelsenkirchen-Hüllen         | ehem. Herz-Jesu-Kirche                  |      | III/P   | 31             | → Orgel                                                                                             |
| 1958      | Kranenburg (Niederrhein)     | St. Peter und Paul                      |      | III/P   | 32             | 2004 umgebaut und erweitert                                                                         |
| 1964      | Vreden                       | St. Georg                               |      | III/P   | 39             | |
| 1965      | Bielefeld-Mitte              | Neuapostolische Kirche                  |      | II/P    | 14             | 2012 Schadensbehebung durch Orgelbau Simon, Borgentreich                                            |
| 1967      | Rheda-Wiedenbrück            | St. Johannes Baptist                    |      | II/P    | 21             | |
| 1968      | Bielefeld-Heepen             | St. Hedwig                              |      | II/P    | 15             | |
| 1968      | Wallenfels                   | St. Thomas                              |      | II/P    | 16             | überholt u. umdisponiert 2004 → Orgel                                                               |
| 1969      | Georgsmarienhütte            | St. Peter und Paul                      |      | III/P   | 40             | |
| 1975      | Oelde-Lette                  | St. Vitus                               |      |         | 39             | |
| 1977      | Oelde-Stromberg              | Kreuzkirche                             |      | II/P    | 21 (heute: 23) | Originalgehäuse von 1682                                                                            |
| 1979      | Gummersbach                  | St. Franziskus                          |      | II/P    | 24             | 2018 renoviert, nach Brandschaden 2020/21 verändert und erweitert (II/27) → Orgel                   |
| 1980      | Oelde                        | St. Johannes                            |      | III/P   | 48             | Für den Prospekt wurden Holzteile einer Vorgängerorgel aus dem 19. Jahrhundert genutzt.             |
| 1982      | Herzebrock-Clarholz-Möhler   | Ludgerus-Kapelle                        |      |         |                | |
| 1986–1987 | Leer (Ostfriesland)          | Borromäus-Hospital                      |      | II/P    | 9              | |
| 1987      | Gütersloh                    | Matthäuskirche                          |      | II/P    | 16             | |
| 1990      | Nagasaki, Japan              | St.-Pius-X.-Kirche                      |      | II/P    | 22             | |
| 1990      | Seoul, Südkorea              | Dankook University                      |      | III/P   | 32             | |
| 1992      | Daejeon, Südkorea            | Baptist-Church                          |      | III/P   | 43             | |
| 1993      | Espelkamp                    | Paul-Gerhard-Haus                       |      | I/P     | 10             | |
| 1993      | Iași, Rumänien               | Kathedrale St. Maria Königin            |      | III/P   | 43             | |
| 1993      | Rietberg-Varensell           | Pfarr- und Klosterkirche St. Marien     |      | II/P    | 22             | |
| 1994      | Lügde                        | St. Marien                              |      | III/P   | 29             | |
| 1996      | Erwitte-Bad Westernkotten    | St. Johannes Evangelist                 |      | II/P    | 22             | |
| 1996      | Spenge                       | St. Joseph                              |      | II/P    | 12             | |
| 1998      | Warendorf-Hoetmar            | St. Lambertus                           |      | II/P    | 19             | |
| 1998      | Gütersloh                    | St.-Elisabeth-Hospital                  |      | II/P    | 19             | |
| 2000      | Paderborn                    | St. Heinrich                            |      | II/P    | 33             | |
| 2004      | Werningshausen               | St. Wigberti                            |      | II/P    | 23             | |
| 2005      | Apolda-Utenbach              | St. Hilarius                            |      | I/P     | 9              | |
| 2010      | Rietberg-Neuenkirchen        | Freiluftorgel im Gartenschaupark        |      | III     |                | |
| 2011      | Kranenburg-Niel              | St. Bonifatius                          |      | I/P     | 6              | |
| 2012      | Osnabrück                    | Neuapostolische Kirche                  |      | II/P    | 12             | |

### Umbauten/Restaurierungen
| Jahr | Ort                         | Kirche                        | Bild | Manuale | Register | Bemerkungen |
| ---- | --------------------------- | ----------------------------- | ---- | ------- | -------- | --- |
| 1850 | Rietberg                    | Franziskanerkloster Rietberg  |      | II/P    | 29       | freies Pedal hinzugefügt, Pfeifenwerk erneuert |
| 1886 | Rheda                       | St. Clemens                   |      | II/P    | 18       | Original vor 1677, Verbreiterung des Prospekts |
| 1966 | Wilnsdorf-Gernsdorf         | St. Johannes Evangelist       |      | II/P    | 15       | Original von 1957, Umdisponierung |
| 1974 | Papenburg                   | St. Antonius                  |      | III/P   | 26       | Original von Brand, Quickborn, 1957 |
| 1976 | Westoverledingen-Flachsmeer | St. Bernhard                  |      | II/P    | 12       | Kegelladen |
| 1977 | Kerken-Aldekerk             | St. Peter und Paul            |      | III/P   |          | um den Orgelprospekt erweitert |
| 1983 | Warendorf                   | Franziskanerkloster Warendorf |      | II/P    | 22       | Neuaufbau unter Verwendung des bestehenden Pfeifenbestandes, und des alten Gehäuses I Manual 8 Register, II Manual 9 Register, Pedalwerk 5 Register |
| 1987 | Rietberg                    | St. Johannes Baptist          |      | II/P    | 29       | 14 neue Register, Originalorgel von 1747 |
| 1997 | Lichtenau                   | St. Kilian                    |      | II/P    | 19       | Neubau des Werks |
| 1999 | Espelkamp-Frotheim          | Friedhofskapelle Alte Klus    |      | I       | 6        | Original von 1791; Mixtur rekonstruiert, neues elektrisches Gebläse                                                                                 |
| 2000 | Delbrück-Steinhorst         | St. Marien                    |      | II/P    | 15       | |
| 2022 | Gütersloh                   | Stadthalle Gütersloh          |      | III/P   | 37       | Original von 1979, Kleuker → Orgel |